# Philippe de Dreux (1158-1217)
Pour les articles homonymes, voir Philippe de Dreux.
Ne doit pas être confondu avec Philippe de Dreux (1192-1242).
Philippe de Dreux est un religieux français, né en 1158 et mort le 2 novembre 1217. Évêque-comte de Beauvais, il fut élevé à la dignité de pair de France par Philippe-Auguste.

## Biographie

### Famille
Philippe de Dreux était le fils de Robert de France, comte de Dreux, et d'Agnès de Baudement, dame de Braine.

### Un prélat belliqueux
Prélat belliqueux, ce soldat mitré du XIIe siècle alla deux fois guerroyer en Terre sainte (en 1179 et pendant la troisième croisade) et resta la seconde fois prisonnier à Bagdad. Ne cherchant que rencontres et batailles, il se signala aux combats d'Arsouf et de Saint-Jean-d'Acre où il fut pris par les Musulmans en 1190.
À son retour en Occident, il combat les Anglais en se mesurant à Richard Cœur de Lion (1197). Alors qu'il porte secours à Gerberoy qui est assiégée, il est fait prisonnier, avec son archidiacre, près de Milly le 19 mai 1197 après un combat sanglant. Il resta longtemps en prison et fut délivré en 1202.
Interprétant d'une manière digne du temps les lois canoniques qui défendaient aux prêtres de verser le sang, il renonça à l'épée et aux armes tranchantes et n'utilisa plus que sa masse d'armes pour assommer ses ennemis.
Il prit part à la croisade contre les Albigeois en 1209. En 1214, il se signala auprès de Philippe-Auguste à la bataille de Bouvines, brisant le flanc droit de l'armée Teutonne en désarçonnant avec une masse d'armes son commandant Guillaume de Longue-Épée, comte de Salibury.

## Source
- Marie-Nicolas Bouillet  et Alexis Chassang (dir.), « Philippe de Dreux (1158-1217) » dans Dictionnaire universel d’histoire et de géographie, 1878 (lire sur Wikisource).
- Pauline Prost, Philippe de Dreux, pair de France, comte-évêque de Beauvais (1158-1217), Amiens Université de Picardie-Jules-Verne, 2018-2020. Mémoire de Master « Histoire, Civilisations, Patrimoine » (Catalogue de la Société d'Histoire et d'Archéologie de Senlis).